# Grafton (Illinois)
Grafton ist die älteste Stadt im Jersey County im Westen des US-amerikanischen Bundesstaates Illinois an der Mündung des Illinois River in den Mississippi River. Im Jahre 2020 hatte Grafton 626 Einwohner.
Grafton liegt am Zusammenfluss von Illinois River und Mississippi River, der die Grenze nach Missouri bildet. Grafton liegt im Metro-East genannten östlichen Teil der Metropolregion Greater St. Louis um die Stadt St. Louis im benachbarten Missouri.

## Geografie
Altoona liegt auf 38°58'16" nördlicher Breite und 90°26'16" westlicher Länge. Die Stadt erstreckt sich über eine Fläche von 10,6 km², die ausschließlich aus Landfläche besteht.
Grafton liegt am Zusammenfluss von Illinois River und Mississippi River. Durch den Ort führt die Illinois State Route 100, in die im Stadtzentrum die Illinois State Route 3 einmündet. Unweit dieser Einmündung befindet sich die Fähre nach Missouri.
Bis St. Louis sind es 57 km in südöstlicher Richtung. Über Illinois’ 156 km entfernte Hauptstadt Springfield sind es nach Nordosten 477 km bis Chicago. In östlicher Richtung sind es 471 km bis Louisville in Kentucky, in Tennessees Hauptstadt Nashville sind es nach Südosten 547 km, Memphis (Tennessee) liegt 527 km im Süden. Nach Kansas City sind es 429 km nach Westen und 331 nach Norden.

## Geschichte
Gegründet im Jahre 1832 von James Mason ist Grafton die älteste Stadt im Jersey County. Die Umgebung, die im Jahre 1834 wie folgt beschrieben wird: „...eine Poststation, ein Gemischtwarenladen, ein Wirtshaus und einige Familien...“, war schon 1812 erstmals besiedelt, als ein kleiner befestigter Posten an der Mündung des Illinois River errichtet wurde.
Die Bevölkerungszahl des Ortes wuchs und erreichte um 1850 fast die Zahl von 10.000. Viele Menschen fanden Arbeit in den Steinbrüchen, den Bootswerften und der Fischerei. Kalkstein aus Grafton wurde beispielsweise zum Bau der Eads Bridge in St. Louis, der Eisenbahnbrücke in Hannibal (Missouri) und einer Brücke in Quincy (Illinois) verwendet. Das heutige Shafer’s Wharf Historic District war um 1800 eines der Zentren der Fischerei am Mississippi River. Bei den alten Bootswerften südlich der Main Street, wo es früher entlang des Mississippi River Geschäfte für alle Arten von Schiffsausrüstungen gab, sind heute Handwerksbetriebe und Antiquitätengeschäfte angesiedelt.
Das Hochwasser von 1993 zerstörte einen großen Teil der Stadt, sodass rund ein Drittel der Bewohner die Stadt verließ. Die Auswirkungen des Hochwassers sind noch heute zu erkennen. Die Einwohnerzahl, die vor dem Hochwasser über 1000 lag, konnte heute noch nicht wieder erreicht werden.

## Attraktionen von Grafton
Graftons wichtigster Wirtschaftszweig ist heute der Tourismus. In der Umgebung von Grafton nisten viele Weißkopfseeadler und somit ist die Stadt wegen der besonderen Bedeutung dieser Vögel ein Anziehungspunkt für Beobachter. Grafton wird deshalb auch als „The Winter Home of the Bald Eagle“ (deutsch: Das Winterhauptquartier der Weißkopfseeadler) bezeichnet.
Die Main Street mit ihren Restaurants, Antiquitätengeschäften, Handwerksbetrieben, Weinhändlern und vielen anderen Attraktionen machen Grafton zu einem Touristenzentrum. Durch Grafton führt auch der Sam Vadalabene Bike Trail für Fahrradtouristen.
In den Sommermonaten spielt der Wassersport auf beiden Flüssen eine große Rolle. Etwa 8 km westlich der Stadt befindet sich der Pere Marquette State Park, der größte und populärste State Park in Illinois.

## Demografische Daten
Bei der Volkszählung im Jahre 2000 wurde eine Einwohnerzahl von 609 ermittelt. Diese verteilten sich auf 265 Haushalte in 174 Familien. Die Bevölkerungsdichte lag bei 57,9/km². Es gab 293 Gebäude, was einer Bebauungsdichte von 27,9/km² entspricht.
Die Bevölkerung bestand im Jahre 2000 aus 90,01 % Weißen, 0,16 % Afroamerikanern und 0,16 % Indianern. 0,66 % gaben an, von mindestens zwei dieser Gruppen abzustammen. 0,99 % der Bevölkerung bestand aus Hispanics, die verschiedenen der genannten Gruppen angehörten.
20,0 % waren unter 18 Jahren, 8,4 % zwischen 18 und 24, 23,3 % von 25 bis 44, 31,2 % von 45 bis 64 und 17,1 % 65 und älter. Das durchschnittliche Alter lag bei 44 Jahren. Auf 100 Frauen kamen statistisch 93,3 Männer, bei den über 18-Jährigen 99,6.
Das durchschnittliche Einkommen pro Haushalt betrug $34.707, das durchschnittliche Familieneinkommen $44.250. Das Einkommen der Männer lag durchschnittlich bei $35.000, das der Frauen bei $22.250. Das Pro-Kopf-Einkommen belief sich auf $21.989. Rund 9,4 % der Familien und 14,0 % der Gesamtbevölkerung lagen mit ihrem Einkommen unter der Armutsgrenze.